# فتیشیسم

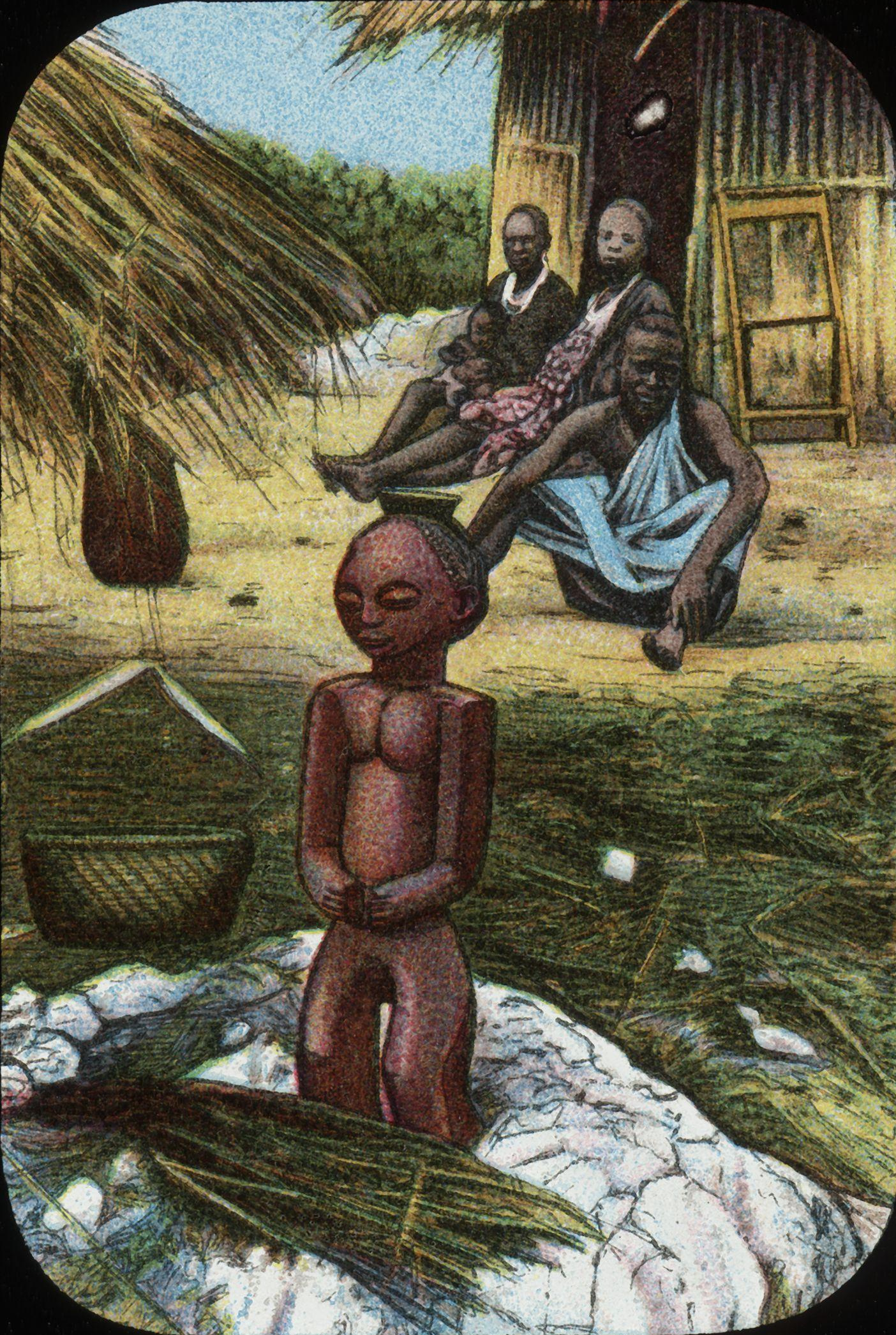

شیءباوری، فتیشیسم، شیءپرستی (به انگلیسی: Fetishism) به مفهوم اعتقاد و باور به وجود نیروی فوق طبیعی در برخی اشیاء طبیعی (موجود در طبیعت) و مصنوع (دست ساخت انسان) است. منشأ اصطلاح فتیشیسم مربوط به قرن ۱۸م. است که سیاحان و دریانوردان پرتغالی در افریقا متوجه شدند بومیان افریقایی برای بعضی اشیاء مانند درخت، ماهی، گیاه، سنگ، پنجهٔ مردهٔ بعضی جانوران، چوب خشک، مو و ناخن نیرویی جادویی قائل هستند و آن‌ها را تقدیس می‌کنند و در رفع مشکلات و گرفتاری‌های خود از آن‌ها استمداد می‌طلبند. پرتغالی‌ها لغت فتیش را که در زبان پرتغالی به معنای «طلسم و تعویذ» است به آن اشیاء دادند و عقاید و آداب مرتبط با فتیش‌ها را فتیشیسم نامیدند.

## گونه‌های شیءباوری
- یادگارخواهی (فِتیشیسم جنسی)
- بت‌پرستی
- توتم‌باوری
- تابو